# Полевые хомячки
Полевые хомячки (Reithrodontomys) — это род хомяков из подсемейства неотомовых хомяков (Neotominae), обитающих в Америке. Род включает около 20 видов.

## Описание
Полевые хомячки довольно похожи на  европейских домовых мышей (Mus), но им они совершенно не родственны. Длина тела у них от 5 до 15 сантиметров, длина хвоста от 5 до 11 сантиметров. Вес от 6 до 20 грамм. Цвет шерсти сверху варьирует от рыжевато-коричневого до серого и черноватого, бока светлее, а брюшко белое или светло-серое. Хвост тонкий и редко опушенный, уши большие и выступают из шерсти.

## Распространение и места обитания
Ареал полевых хомячков простирается от юга Канады, США и Мексики до Колумбии и Эквадора. Большинство видов обитает в степной зоне, но некоторые также могут быть найдены в засушливых районах или в тропических лесах.

## Образ жизни
Полевые хомячки ведут ночной образ жизни. Дневное время они проводят в сферических гнёздах из травы и другого растительного материала. Эти гнёзда  диаметром от 15 до 18 сантиметров хомячки строят на кустах или на небольших деревьях.
Их рацион состоит из семян и проростков. Они достают семена трав, пригибая травинки к земле, а затем выгрызают их. Иногда они поедают и насекомых.

## Размножение
Размножение может происходить круглый год, кроме холодных зим. После периода беременности от 21 до 24 дней самка рожает от одного до девяти детенышей. Самки могут рожать потомство несколько раз в год.

## Взаимоотношения с человеком
Полевые хомячки обычно не считаются вредными для сельского хозяйства. Хотя некоторые виды даже смогли расширить свой ареал за счет вырубки лесов и распространения пастбищ, например R. megalotis, который также был завезён на Нормандские острова.
В свою очередь, три вида считаются находящимися под угрозой исчезновения: R. raviventris, который обитает только на солончаках около Сан-Франциско, R. rodriguezi, который известен только на небольшом участке Коста-Рики, и R. spectabilis, который встречается лишь на острове Косумель и является эндемиком мексиканского побережья.

## Виды
Различают 20 видов, которых иногда подразделяют на два подрода: Reithrodontomys и Aporodon. Однако эта классификация спорна.
- Короткомордый хомячок (Reithrodontomys brevirostris)[1]
- Сонорский хомячок (Reithrodontomys burti)[1]
- Вулкановый мексиканский хомячок (Reithrodontomys chrysopsis)[1]
- Панамский хомячок (Reithrodontomys creper)[1]
- Хомячок Дариена (Reithrodontomys darienensis)[1]
- Рыжий хомячок (Reithrodontomys fulvescens)[1]
- Изящный хомячок (Reithrodontomys gracilis)[1]
- Мохнатый хомячок (Reithrodontomys hirsutus)[1]
- Восточный хомячок (Reithrodontomys humulis)[1]
- Западный хомячок (Reithrodontomys megalotis)[1]
- Мексиканский хомячок (Reithrodontomys mexicanus)[1]
- Мелкозубый хомячок (Reithrodontomys microdon)[1]
- Горный хомячок (Reithrodontomys montanus)[1]
- Никарагуанский хомячок (Reithrodontomys paradoxus)[1]
- Болотный хомячок (Reithrodontomys raviventris)[1]
- Хомячок Родригеа (Reithrodontomys rodriguezi)[1]
- Reithrodontomys spectabilis
- Reithrodontomys sumichrasti
- Узкомордый хомячок (Reithrodontomys tenuirostris)[1]
- Reithrodontomys zacatecae